# Get a Grip
Albums de Aerosmith
Pump
(1989) Nine Lives
(1997)
Singles
1. Livin' on the Edge
Sortie : 23 mars 1993
2. Eat the Rich
Sortie : 17 avril 1993
3. Cryin'
Sortie : 20 juin 1993
4. Fever
Sortie : 30 août 1993
5. Amazing
Sortie : novembre 1993
6. Crazy
Sortie : 3 mai 1994
7. Shut Up and Dance
Sortie : juillet 1994

Get a Grip est le 11e album studio du groupe de hard rock américain Aerosmith. Il est sorti le 20 avril 1993 sur le label Geffen et a été produit par Bruce Fairbairn.

## Historique
Cet album fut enregistré en deux sessions, en janvier et février 1992 aux A&M Studios de Los Angeles et de septembre à novembre 1992 aux Little Mountain Sound Studios à Vancouver au Canada.
Pour cet album, le groupe a collaboré avec de nombreux artistes tels que Desmond Child, Jim Vallance, Mark Hudson, Richard Supa, Taylor Rhodes, Jack Blades (Night Ranger) et Tommy Shaw (Styx) ainsi que Lenny Kravitz qui a participé à la version officielle de "Line up". L'album a fait l'objet d'un tirage limité, avec une jaquette en peau de vache synthétique, faisant partie des collectors du groupe.
Get a Grip est l'album d'Aerosmith qui s'est le mieux vendu dans le monde à ce jour, avec plus 20 millions d'exemplaires. Il a été certifié sept fois disque de platine aux États-Unis et disque d'or au Brésil, numéro 1 des charts américains et numéro 2 des charts anglais.
En France il se vendra à plus de 200 000 exemplaires et le groupe obtiendra son premier disque d'or en 1994.
De Get a Grip seront tirés sept singles: Livin' on the Edge, Eat the Rich, Cryin', Fever, Amazing, Shut Up and Dance (seulement au Royaume-Uni) et Crazy qui seront tous classés dans le top 100 américain.
Les titres Livin' On the Edge et Crazy seront récompensés par un Grammy Award dans la catégorie Grammy Award de la meilleure prestation vocale rock par un groupe ou un duo, respectivement en 1994 et 1995.

## Liste des titres
| No  | Titre              | Musique                               | Durée |
| --- | ------------------ | ------------------------------------- | ----- |
| 1.  | Intro              | Steven Tyler, Joe Perry, Jim Vallance | 0:23  |
| 2.  | Eat the Rich       | Tyler, Perry, Vallance                | 4:10  |
| 3.  | Get a Grip         | Tyler, Perry, Vallance                | 3:58  |
| 4.  | Fever              | Tyler, Perry                          | 4:14  |
| 5.  | Livin' on the Edge | Tyler, Perry, Mark Hudson             | 6:07  |
| 6.  | Flesh              | Tyler, Perry, Desmond Child           | 5:56  |
| 7.  | Walk on Down       | Perry                                 | 3:38  |
| 8.  | Shut Up and Dance  | Tyler, Perry, Jack Blades, Tommy Shaw | 4:56  |
| 9.  | Cryin'             | Tyler, Perry, Taylor Rhodes           | 5:08  |
| 10. | Gotta Love It      | Tyler, Perry, Hudson                  | 5:58  |
| 11. | Crazy              | Tyler, Perry, Desmond Child           | 5:17  |
| 12. | Line Up            | Tyler, Perry, Lenny Kravitz           | 4:03  |
| 13. | Amazing            | Tyler, Richard Supa                   | 5:56  |
| 14. | Boogie Man         | Tyler, Perry, Vallance                | 2:15  |

## Composition du groupe pour l'enregistrement
- Steven Tyler: chant, claviers, harmonica, mandoline, percussions.
- Joe Perry: guitares, dulcimer, chœurs, chant sur "Walk on Down".
- Brad Whitford: guitares.
- Tom Hamilton, basse.
- Joey Kramer, batterie, percussions.

### Musiciens additionnels
- John Webster: claviers et programmation.
- Richie Supa: claviers sur Amazing.
- Desmond Child: claviers sur Crazy.
- Don Henley: chœurs sur Amazing.

The Margarita Horns
- Bruce Fairbairn: trompette
- Ian Putz: saxophone baryton
- Tom Keenlyside: saxophone
- Bob Rogers: trombone.
- Paul Baron: trompette.

Polynesian Log Drums sur Eat the Rich
- Mapuhi T. Tekurio, Melvin Liufau, Wesey Mamea, Liainaiala Tagaloa, Sandy Kanaeholo , Aladd Alationa Teofilo.

## Singles
| Date | Titre              | chart               | Classement |
| ---- | ------------------ | ------------------- | ---------- |
| 1993 | Livin' on the Edge | Rock Tracks         | 1er        |
| 1993 | Livin' on the Edge | Hot 100             | 18e        |
| 1993 | Livin' on the Edge | ARIA Charts         | 21e        |
| 1993 | Livin' on the Edge | (V) Ultratop        | 47e        |
| 1993 | Livin' on the Edge | RPM Top singles     | 10e        |
| 1993 | Livin' on the Edge | VG-lista            | 4e         |
| 1993 | Livin' on the Edge | RMNZ Singles Top40  | 11e        |
| 1993 | Livin' on the Edge | Mega Top 50         | 42e        |
| 1993 | Livin' on the Edge | Sverigetopplistan   | 29e        |
| 1993 | Livin' on the Edge | UK Singles Chart    | 19e        |
| 1993 | Livin' on the Edge | Schweizer Hitparade | 21e        |

| Date | Titre        | chart            | Classement |
| ---- | ------------ | ---------------- | ---------- |
| 1993 | Eat the Rich | Rock Tracks      | 5e         |
| 1993 | Eat the Rich | RPM Top Singles  | 46e        |
| 1993 | Eat the Rich | UK Singles Chart | 34e        |

| Date | Single | Chart               | Position |
| ---- | ------ | ------------------- | -------- |
| 1993 | Cryin' | Rock Tracks         | 1er      |
| 1993 | Cryin' | Hot 100             | 12e      |
| 1993 | Cryin' | Single Top 100      | 7e       |
| 1993 | Cryin' | Ö3 Austria Top 40   | 5e       |
| 1993 | Cryin' | (V) Ultratop        | 8e       |
| 1993 | Cryin' | RPM Top Singles     | 8e       |
| 1993 | Cryin' | Top 100             | 6e       |
| 1993 | Cryin' | VG-lista            | 1er      |
| 1993 | Cryin' | Mega Top 50         | 5e       |
| 1993 | Cryin' | Sverigetopplistan   | 3e       |
| 1993 | Cryin' | UK Singles Chart    | 17e      |
| 1993 | Cryin' | Schweizer Hitparade | 4e       |

| Date | Single | Chart       | Position |
| ---- | ------ | ----------- | -------- |
| 1993 | Fever  | Rock Tracks | 5e       |

| Date | Single  | Chart               | Position |
| ---- | ------- | ------------------- | -------- |
| 1994 | Amazing | Rock Tracks         | 3e       |
| 1994 | Amazing | Hot 100             | 24e      |
| 1994 | Amazing | Single Top 100      | 28e      |
| 1994 | Amazing | Ö3 Austria Top 40   | 27e      |
| 1994 | Amazing | (V) Ultratop        | 33e      |
| 1994 | Amazing | RPM Top Singles     | 4e       |
| 1994 | Amazing | Top 100             | 75e      |
| 1994 | Amazing | VG-lista            | 5e       |
| 1994 | Amazing | Mega Top 50         | 12e      |
| 1994 | Amazing | Sverigetopplistan   | 24e      |
| 1994 | Amazing | UK Singles Chart    | 57e      |
| 1994 | Amazing | Schweizer Hitparade | 16e      |

| Date | Single            | Chart            | Position |
| ---- | ----------------- | ---------------- | -------- |
| 1994 | Shut Up and Dance | UK Singles Chart | 24e      |

| Date | Single | Chart               | Position |
| ---- | ------ | ------------------- | -------- |
| 1994 | Crazy  | Rock Tracks         | 7e       |
| 1994 | Crazy  | Hot 100             | 17e      |
| 1994 | Crazy  | Single Top 100      | 43e      |
| 1994 | Crazy  | RPM Top Singles     | 3e       |
| 1994 | Crazy  | Top 100             | 23e      |
| 1994 | Crazy  | Mega Top 50         | 28e      |
| 1994 | Crazy  | UK Singles Chart    | 23e      |
| 1994 | Crazy  | Schweizer Hitparade | 28e      |

## Charts album
| Pays             | Durée du classement | Meilleur classement |
| ---------------- | ------------------- | ------------------- |
| Allemagne        | 94 semaines         | 3e                  |
| Australie        | 13 semaines         | 3e                  |
| Autriche         | 63 semaines         | 3e                  |
| Canada           | 75 semaines         | 2e                  |
| Espagne          | 2 semaines          | 91e                 |
| États-Unis       | 92 semaines         | 1er                 |
| France           | 7 semaines          | 24e                 |
| Italie           | -                   | 17e                 |
| Norvège          | 18 semaines         | 3e                  |
| Nouvelle-Zélande | 13 semaines         | 9e                  |
| Pays-Bas         | 77 semaines         | 2e                  |
| Royaume-Uni      | 46 semaines         | 2e                  |
| Suède            | 47 semaines         | 3e                  |
| Suisse           | 64 semaines         | 1er                 |

## Certifications
| Pays        | Certification | Ventes      | Date       |
| ----------- | ------------- | ----------- | ---------- |
| Allemagne   | Platine       | 500 000 +   | 1994       |
| Autriche    | Platine       | 50 000 +    | 10/02/1994 |
| Canada      | Diamant       | 1 000 000 + | 08/06/1995 |
| États-Unis  | 7 × Platine   | 7 000 000 + | 07/11/1995 |
| Finlande    | Or            | 34 000 +    | 1994       |
| France      | Or            | 200 000 +   | 1995       |
| Pays-Bas    | Platine       | 80 000 +    | 1994       |
| Royaume-Uni | Platine       | 300 000 +   | 01/10/1994 |
| Suisse      | Or            | 25 000 +    | 1993       |

| Date              | Certification | Ventes    |
| ----------------- | ------------- | --------- |
| 23 juin 1993      | Or            | 500 000   |
| 23 juin 1993      | Platine       | 1 000 000 |
| 13 septembre 1993 | 2 × Platine   | 2 000 000 |
| 12 janvier 1994   | 3 × Platine   | 3 000 000 |
| 19 avril 1994     | 4 × Platine   | 4 000 000 |
| 15 septembre 1994 | 5 × Platine   | 5 000 000 |
| 6 décembre 1994   | 6 × Platine   | 6 000 000 |
| 7 novembre 1995   | 7 × Platine   | 7 000 000 |